# Hendrix in the West
| Recensione               | Giudizio |
| ------------------------ | -------- |
| AllMusic                 | [ 1 ]    |
| Christgau's Record Guide | A–       |

Hendrix in the West è un album live postumo di Jimi Hendrix, pubblicato nel gennaio 1972 dalla Polydor Records, e successivamente ristampato in febbraio dalla Reprise Records.

## Contenuti
L'album contiene esecuzioni di brani tratti da vari concerti di Hendrix, alla Royal Albert Hall il 24 febbraio 24 1969, alla San Diego Sports Arena il 24 maggio 1969, al Berkeley Community Theatre il 30 maggio 1970, e al Festival dell'Isola di Wight il 30 agosto 1970. Le note originali del disco accreditano erroneamente le performance di Little Wing e Voodoo Child (Slight Return) come provenienti dal concerto alla San Diego Sports Arena, mentre invece sono tratte dall'esibizione tenutasi alla Royal Albert Hall il 24 febbraio 1969.

## Storia
Dopo la pubblicazione degli album postumi Cry of Love e Rainbow Bridge, che avevano ricevuto un buon successo commerciale e di critica, il manager di Hendrix Mike Jeffery e il tecnico di studio Eddie Kramer presero in considerazione l'ipotesi di pubblicare un album live tratto dai due spettacoli che Jimi aveva tenuto al Berkeley Community Theater il 30 maggio 1970. Kramer si occupò di masterizzare e missare i nastri completi delle esibizioni, ma in seguito decise di non portare avanti il progetto anche a causa della precedente inclusione della versione di Hear My Train a Comin' suonata a Berkeley, nell'LP Rainbow Bridge. Quindi Kramer prese invece le tracce migliori provenienti dal concerto a Berkeley e le unì insieme con altre performance provenienti da altri concerti del 1969 e del 1970. I tre concerti prescelti furono quello tenuto alle Royal Albert Hall di Londra il 24 febbraio 1969, quello del 24 maggio 1969 alla San Diego Sports Arena, e quello all'Isola di Wight del 30 agosto 1970. Però c'erano dei problemi di diritti relativi ai nastri dell'esibizione alla Royal Albert Hall, che erano stati già pubblicati dalla Ember Records sul disco semi-ufficiale Experience. Mike Jeffery decise quindi di superare il problema, semplicemente utilizzando ugualmente le registrazioni dell'Albert Hall, ma indicando che derivassero dal concerto alla San Diego Sports Arena. Voodo Child (Slight Return) e Little Wing vennero deliberatamente indicate nelle note del disco come provenienti dal concerto in questione, e ciò portò in seguito ad una causa legale intentata dalla Ember Records.

## Tracce
- Tutti i brani sono opera di Jimi Hendrix, eccetto dove indicato.

Lato A
1. God Save the Queen (traditional) - 2:59
2. Sgt. Pepper's Lonely Hearts Club Band (John Lennon, Paul McCartney) - 0:50
3. Little Wing - 3:52
4. Red House - 13:12

Lato B
1. Johnny B. Goode (Chuck Berry) - 4:43
2. Lover Man - 3:00
3. Blue Suede Shoes (Carl Perkins) - 4:27
4. Voodoo Child (Slight Return) - 10:40

### Dettagli di registrazione
- Tracce A1 e A2 registrate al Festival dell'Isola di Wight la mattina del 31 agosto 1970
- Tracce A4 e B4 registrate alla San Diego Sports Arena, California, il 24 maggio 1969
- Traccia B1 registrata al Berkeley Community Theatre il 30 maggio 1970, 1° show
- Traccia B2 registrata al Berkeley Community Theatre il 30 maggio 1970, 2° show
- Traccia B3 registrata al Berkeley Community Theatre il 30 maggio 1970, prove pomeridiane
- Traccia A3 registrata alla Royal Albert Hall, Londra, Inghilterra, il 24 febbraio 1969

## Formazione
- Jimi Hendrix: chitarra elettrica, voce
- Mitch Mitchell: batteria
- Billy Cox: basso sulle tracce A1, A2, A3, B1 e B2
- Noel Redding: basso sulle tracce A4, B3 e B4

## Ristampa CD 2011 rimasterizzata
| Recensione    | Giudizio |
| ------------- | -------- |
| Rolling Stone | [ 4 ]    |

L'album è stato ristampato in CD il 13 settembre 2011 come parte del progetto di rimasterizzazione del catalogo di Hendrix da parte degli eredi del musicista. Dato che i diritti di pubblicazione dell'esecuzione di Little Wing alla Royal Albert Hall presente sull'LP originale sono ancora oggetto di disputa, questa nuova versione contiene una differente versione proveniente da un'altra performance, insieme ad altre tracce bonus.

### Tracce
- Tutti i brani sono opera di Jimi Hendrix, eccetto dove indicato.

1. The Queen (Traditional) - 2:59
2. Sgt. Pepper's Lonely Hearts Club Band (John Lennon, Paul McCartney) - 0:50
3. Little Wing - 3:52
4. Fire - 3:58
5. I Don't Live Today - 7:21
6. Spanish Castle Magic - 10:14
7. Red House - 13:12
8. Johnny B. Goode (Chuck Berry) - 4:43
9. Lover Man - 3:00
10. Blue Suede Shoes (Carl Perkins) - 4:27
11. Voodoo Child (Slight Return) - 10:40

### Dettagli di registrazione
- Tracce 1, 2 registrate al festival dell'Isola di Wight la mattina del 31 agosto 1970.
- Traccia 3 registrata a Winterland, San Francisco, California. 12 ottobre 1968 2° show.
- Tracce 4, 5, 6, 7, 11 registrate alla San Diego Sports Arena, San Diego, California il 24 maggio 1969.
- Traccia 8 registrata al Berkeley Community Theatre il 30 maggio 1970, 1° show.
- Traccia 9 registrata al Berkeley Community Theatre il 30 maggio 1970, 2° show.
- Traccia 10 registrata al Berkeley Community Theatre il 30 maggio 1970, prove pomeridiane.